# Ой, Дженна фон
Дже́ннифер Джин «Дже́нна» фон Ой (англ. Jennifer Jean «Jenna» von Oÿ; 2 мая 1977, Стамфорд (Коннектикут), США) — американская актриса и кантри-певица.

## Биография
Дженнифер Джин фон Ой родилась в Стамфорде, Коннектикут, в семье Глории и Фрэнка фон Ой. Она начала актёрскую карьеру ещё в детстве, снимаясь в рекламных роликах. Телевизионный дебют Дженны состоялся в 1986 году в эпизодической роли сериала ABC Weekend Special, после чего её пригласили на небольшие роли в сериалы «Сказки с тёмной стороны» и «Кейт и Элли». С 1990 по 1991 год она снималась в комедийном сериале канала CBS Lenny.
С 1990 по 1995 год Дженна снималась в сериале «Блоссом». После окончания сериала она два года училась в киношколе при университете Южной Калифорнии, после чего опять вернулась к съёмкам. В 1999 году она получила роль Стиви ван Лав в сериале The Parkers. Параллельно со съёмками в сериале она также озвучивала Тринкет Сен-Блэр в анимационном сериале «Пеппер Энн». В 2004 году на экраны вышел последний сезон сериала «Паркеры», после чего в 2005 году Дженна снялась в телефильме Marsha Potter Gets a Life. В том же году она снялась в эпизодической роли в сериале «Детектив Раш», а также в мультсериале «Гриффины» спародировала персонаж Лорен Грэм из сериала «Девочки Гилмор».
Кроме телевидения, Дженна снималась в фильме «Рождённый четвёртого июля» (1989) с Томом Крузом, а также озвучила Стейси в мультфильме «Каникулы Гуфи» (1995) и Грейси в видеофильме «Доктор Дулиттл 3» (1996).
В июне 2000 года, в попытке начать музыкальную карьеру, Дженна фон Ой сделала демозапись компакт-диска в стиле кантри. Её дебютный альбом Breathing Room вышел 6 сентября 2007 года.
С 10 октября 2010 года Дженна замужем за Брэдом Брэтчером, с которым встречалась два года до свадьбы. У супругов есть две дочери — Грэй Одри Брэтчер (род.21.05.2012) и Марлоу Монро Брэтчер (род.01.11.2014).

## Фильмография
| Год       |     | Русское название          | Оригинальное название                       | Роль                     |
| --------- | --- | ------------------------- | ------------------------------------------- | ------------------------ |
| 1986      | тф  |                           | The Kingdom Chums: Little David's Adventure | Мэри Энн                 |
| 1986      | с   | Сказки с тёмной стороны   | Tales from the Darkside                     | Стефа                    |
| 1987      | тф  | Просьба матери            | At Mother's Request                         | Одри Шрёдер              |
| 1987      | с   | Кейт и Элли               | Kate & Allie                                | имя персонажа неизвестно |
| 1989      | с   | Монстры                   | Monsters                                    | Эми                      |
| 1989      | ф   | Рождённый четвёртого июля | Born on the Fourth of July                  | юная Сьюзан Кович        |
| 1990      | тф  | Блоссом                   | Blossom                                     | Сикс                     |
| 1990—1991 | с   |                           | Lenny                                       | Келли Кэллахэн           |
| 1995      | мф  | Каникулы Гуфи             | A Goofy Movie                               | Стейси                   |
| 1990—1995 | с   | Блоссом                   | Blossom                                     | Сикс ЛеМёр               |
| 1995      | тф  |                           | Family Values                               | Биби Хак                 |
| 1996      | тф  |                           | She Cried No                                | Джордан МакКан           |
| 1997      | тф  | Ценою жизни               | Dying to Belong                             | Шелби Блейк              |
| 1997      | с   | Мартин                    | Martin                                      | Донна                    |
| 1997      | с   | Надежда Чикаго            | Chicago Hope                                | Стейси Каган             |
| 1997      | с   | Несчастливы вместе        | Unhappily Ever After                        | Битси Берг               |
| 1998      | с   | Седьмое небо              | 7th Heaven                                  | Тереза                   |
| 1999      | ки  | Lands of Lore III         | Lands of Lore III                           | Sioned                   |
| 1999      | с   |                           | Moesha                                      | Стиви ван Лав            |
| 2000      | мф  | Неисправимый Гуфи         | An Extremely Goofy Movie                    | Cp-Ed                    |
| 1999—2000 | с   | Пеппер Энн                | Pepper Ann                                  | Тринкет Сен-Блэр         |
| 2001—2002 | с   | Что с Энди?               | What's with Andy?                           | Джен                     |
| 2002      | ф   |                           | Final Breakdown                             | Келли                    |
| 1999—2004 | с   | Паркеры                   | The Parkers                                 | Стиви ван Лав            |
| 2005      | тф  |                           | Marsha Potter Gets a Life                   |                          |
| 2005      | с   | Детектив Раш              | Cold Case                                   | Китти 1982               |
| 2005      | мс  | Гриффины                  | Family Guy                                  | Лорелай                  |
| 2006      | в   | Доктор Дулиттл 3          | Dr. Dolittle 3                              | Грейси                   |
| 2011      | кор |                           | The 30-Day Challenge                        |                          |
| 2012      | ф   |                           | Lukewarm                                    | Роуз                     |

## Награды и номинации
- Молодой актёр
- 1991 — номинация в категории «Лучшая молодая актриса в главной роли в телесериале» (Lenny)
- 1992 — номинация в категории «Лучшая молодая актриса второго плана в телесериале» («Изящный цветок»)
- 1993 — награда в категории «Лучшая молодая актриса второго плана в телесериале» («Изящный цветок»)
- 1994 — награда в категории «Лучшая молодая комедийная актриса» («Изящный цветок»)